# Forsteropsalis chiltoni
Espèce
Synonymes
- Macropsalis chiltoni Hogg, 1910

Forsteropsalis chiltoni est une espèce d'opilions eupnois de la famille des Neopilionidae.

## Distribution
Cette espèce est endémique de Nouvelle-Zélande.

## Description
La carapace du mâle holotype mesure 2,5 mm de long sur 2,5 mm et l'abdomen 2 mm de long sur 2,5 mm.
La carapace des mâles mesure de 3,0 à 3,2 mm de long sur de 3,8 à 4,6 mm et la carapace des femelles mesure de 2,2 à 2,6 mm de long sur de 2,8 à 3,4 mm.

## Systématique et taxinomie
Cette espèce a été décrite sous le protonyme Macropsalis chiltoni par Hogg en 1910.  Elle est placée dans les Megalopsalis par Roewer en 1923 puis dans le genre Forsteropsalis par Taylor en 2011.

## Étymologie
Cette espèce est nommée en l'honneur de C. Chilton.

## Publication originale
- Hogg, 1910 : « Some New Zealand and Tasmanian Arachnidae. » Transactions of the New Zealand Institute, vol. 42, p. 273-283 (texte intégral).